# Vivi-Anne Hultén
Vivi-Anne Hultén (* 25. August 1911 in Antwerpen, Belgien; † 15. Januar 2003 in Corona del Mar, Kalifornien, USA) war eine schwedische Eiskunstläuferin, die im Einzellauf startete.
Hultén wurde in den Jahren 1927 bis 1929 und 1933 und 1934 fünfmal schwedische Meisterin im Eiskunstlauf der Damen. Sie nahm von 1930 bis 1932 an Europameisterschaften teil. Bei der ersten Europameisterschaft in der es eine Damenkonkurrenz gab, gewann sie 1930 in Wien die Bronzemedaille hinter den Österreicherinnen Fritzi Burger und Ilse Hornung. 1932 in Paris gewann sie erneut Bronze, diesmal hinter Sonja Henie und Fritzi Burger.
Im Zeitraum von 1931 bis 1937 nahm Hultén an Weltmeisterschaften teil. Sie platzierte sich nie schlechter als Fünfte. 1933 wurde sie in Stockholm Vize-Weltmeisterin hinter Sonja Henie. Bei den Weltmeisterschaften 1935, 1936 und 1937 gewann sie dreimal in Folge die Bronzemedaille, einmal hinter Henie und Cecilia Colledge, dann hinter Henie und Megan Taylor und zuletzt hinter beiden Britinnen Colledge und Taylor.
Hultén repräsentierte Schweden bei zwei Olympischen Spielen, 1932 in Lake Placid wurde sie Fünfte und 1936 in Garmisch-Partenkirchen errang sie die Bronzemedaille hinter Sonja Henie und Cecilia Colledge.
Hultén wurde von Gillis Grafströms Bruder trainiert. Sie selbst sagte zum Vergleich zwischen Henie und sich, dass sie eine Tänzerin und Henie eine Akrobatin war.
Sir Peter Scott, der schon früh ein Bewunderer von ihr war, sagte einmal über sie:
„Sie war anders als die meisten der anderen Eiskunstläuferinnen. Sie hatte weder die dicken muskulösen Beine der Axel-springenden Mädchen noch füllte sie ihre Kür mit immer schnelleren Drehungen. Sie war nicht so sehr Athletin, sondern Tänzerin, nicht so sehr Sportlerin, sondern Künstlerin. Ihre Kürprogramme hatten mehr Kunstfertigkeit als alle anderen zusammen.“.
Nach dem Ende ihrer Amateurkarriere wechselte Hultén zu den Profis und tourte mit Ice Follies, Ice Cycles und Ice Capades. 1938 heiratete sie den amerikanischen Stahlwerkbesitzer Tholand. Sie heiratete später den finnischen Eiskunstläufer Gene Theslof, der sieben Jahre Paarlaufpartner von Sonja Henie bei den Profis gewesen war. Zusammen tourten sie mit Ice Capades durch die USA und Europa. Mitte der 1960er Jahre zogen sie in die USA, wo Hultén mit ihrem Ehemann eine große Eislaufschule in Saint Paul, Minnesota eröffnete. Sie wurde außerdem als Eislauftrainerin für die Minnesota North Stars von Herb Brooks angeheuert. Sie lief vor dem schwedischen Königspaar und wirkte noch mit 80 Jahren bei Ice Capades in Minneapolis mit. Bis sie 86 Jahre alt war, trainierte sie noch. Ihr Mann verstarb 1983.
Vivi-Anne Hultén starb am 15. Januar 2003 im Alter von 91 Jahren in einem Pflegeheim an Herzversagen nach einer Lungenentzündung. Sie war, nachdem sie vier Jahre zuvor einen Schlaganfall erlitten hatte, nach Kalifornien zu ihrem Sohn Gene Theslof und ihren zwei Enkelkindern Tyler und Nick Theslof gezogen. Nick Theslof ist Fußballtrainer und arbeitete unter anderem als Scout für Jürgen Klinsmann, als dieser Trainer beim FC Bayern München war.

## Ergebnisse
| Wettbewerb / Jahr           | 1927 | 1928 | 1929 | 1930 | 1931 | 1932 | 1933 | 1934 | 1935 | 1936 | 1937 |
| --------------------------- | ---- | ---- | ---- | ---- | ---- | ---- | ---- | ---- | ---- | ---- | ---- |
| Olympische Winterspiele     |      |      |      |      |      | 5.   |      |      |      | 3.   |      |
| Weltmeisterschaften         |      |      |      |      | 5.   | 5.   | 2.   | 4.   | 3.   | 3.   | 3.   |
| Europameisterschaften       |      |      |      | 3.   | 4.   | 3.   |      |      |      |      |      |
| Schwedische Meisterschaften | 1.   | 1.   | 1.   |      |      |      | 1.   | 1.   |      |      |      |